# Bjarne Vanacker
Bjarne Vanacker (Torhout, 30 mei 1997 – aldaar, 6 november 2017) was een Belgisch wielrenner.

## Carrière
Als junior werd Vanacker onder meer zesde in Gent-Menen en derde in het eindklassement van de Keizer des Juniores.
In mei 2017 werd Vanacker tiende in het door Senne Leysen gewonnen nationale kampioenschap tijdrijden voor beloften. Vijf maanden later werd hij vijftiende in de Piccolo Ronde van Lombardije. Hij reed dat jaar voor het team EFC-L&R-Vulsteke. Op 6 november werd hij 's ochtends dood aangetroffen in bed.